# Andreonni Fabrizius
Andreonni Fabrizius Farias do Rego (João Pessoa, 18 de julho de 1970) atuou como futebolista paralímpico brasileiro, na posição de goleiro.
Representou o Brasil na seleção de futebol de cinco nos Jogos Paralímpicos de Verão de 2004 e de 2008, em Atenas e Pequim respectivamente. Tendo conquistado a medalha de ouro em ambas, não sofrendo nenhum gol nos jogos de Atenas e apenas dois em todos os jogos em Pequim.